# Colin Hanton
Colin Hanton (Liverpool, 12 de diciembre de 1938) es un músico británico conocido por haber sido miembro fundador en 1956 y ejecutante de la batería, de la banda The Quarry Men, fundada y liderada por John Lennon, que fue antecesora de Los Beatles. Tocó la batería en el histórico disco de Los Quarry Men del 12 de julio de 1958, el primero que grabaron Lennon, Paul McCartney y George Harrison, que incluye la primera grabación de una canción de McCartney, «In Spite of All the Danger». Dejó The Quarry Men en 1959 y formó parte del grupo que refundó la banda en 1997, permaneciendo activo desde entonces. En 2018 Colin Hanton publicó un libro titulado Pre:Fab!, registrando las memorias de su infancia en Liverpool y su participación en Los Quarry Men.

## Biografía

### Infancia
Colin Hanton nació en Bootle, un suburbio de Liverpool, el 12 de diciembre de 1938, en un hogar de clase obrera, de ascendencia irlandesa. Durante su niñez sufrió la Segunda Guerra Mundial (1939-1944), quedando destruida su casa por los bombardeos que destruyeron el 90% del suburbio de Bootle. Su padre trabajó como bombero y resultó seriamente herido por una bomba durante la guerra, que mató a todos los demás miembros de su equipo. Su madre murió de tuberculosis cuando Colin tenía 12 años. Luego de la guerra su familia se ubicó en suburbio de Woolton, donde ser haría amigo de Eric Griffith y Rod Davis. Como el 90% de los niños de ese momento, no aprobó el examen llamado Once Más (Eleven Plus), cerrándole el acceso a la Escuela de Gramática (Grammar School),  que a su vez era la puerta de entrada a la universidad en caso de aprobar otro examen llamado Nivel-O (O-level examn). Hanton fue derivado a una escuela técnica, antes de comenzar a trabajar en la industria del mueble, al cumplir 15 años, en diciembre de 1953, donde aprendió el oficio de tapicero.
Colin perteneció a la primera generación británica de adolescentes con características sociales y culturales propias, marcadas por el racionamiento de alimentos entre 1939 y 1954, la extensión de la educación obligatoria hasta los quince años y la eliminación del servicio militar. Los años 1954, 1955 y 1956 fueron de gran importancia social y musical para la generación de adolescentes británicos nacidos en la guerra. En 1954 terminó el racionamiento de alimentos que les permitió disfrutar por primera vez en su vida de placeres típicamente infantiles como los helados, las golosinas y las tortas, abriendo el camino hacia un gran cambio de costumbres caracterizadas por el placer y el consumo. En 1955 estalló mundialmente el rock and roll estadounidense, con las figuras de Bill Haley primero y Elvis Presley después. En 1956 estalló con Lonnie Donegan, exclusivamente en Gran Bretaña, lo que se llamó la "locura del skiffle" (skiffle craze), un intermedio entre el folk, el jazz y el rock, pero cantado por británicos con instrumentos baratos, como la guitarra -ajena hasta ese momento a la cultura británica-, o caseros, como la tabla de lavar y el bajo de cofre de té (tea-chest bass). El skiffle fue adoptado masivamente por los adolescentes británicos, no solo como música para bailar, sino sobre todo para tocar: decenas de miles de bandas de skiffle integradas por adolescentes se crearon ese año.

### The Quarry Men

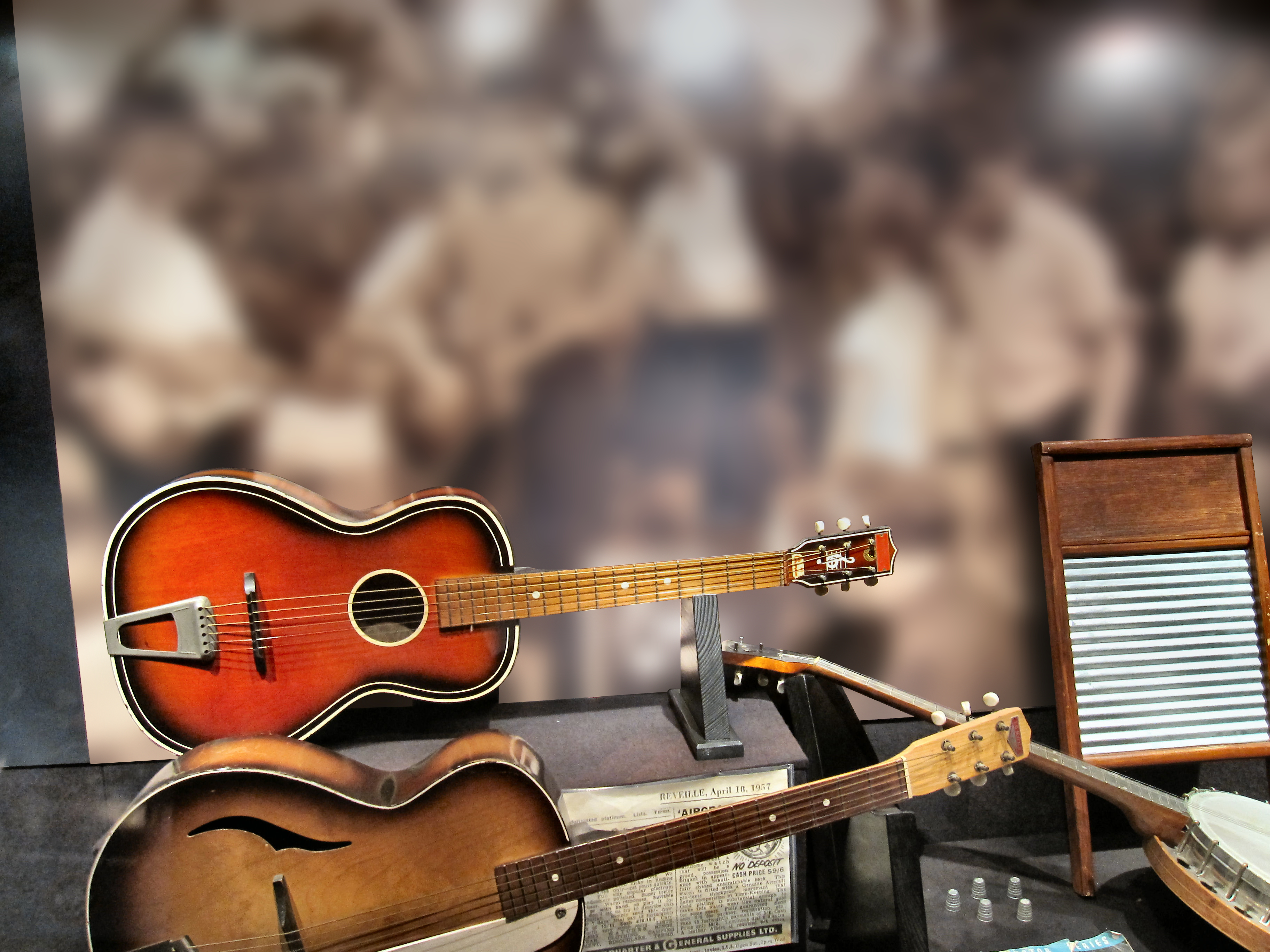
Instrumentos de The Quarry Men en el Museo de Los Beatles en Liverpool: batería, dos guitarras, banjo, tabla de lavar y bajo de cofre de té. Como fondo, difuminada en esta imagen, la histórica foto de Geoff Rhind documentando la presentación del 6 de julio de 1957.

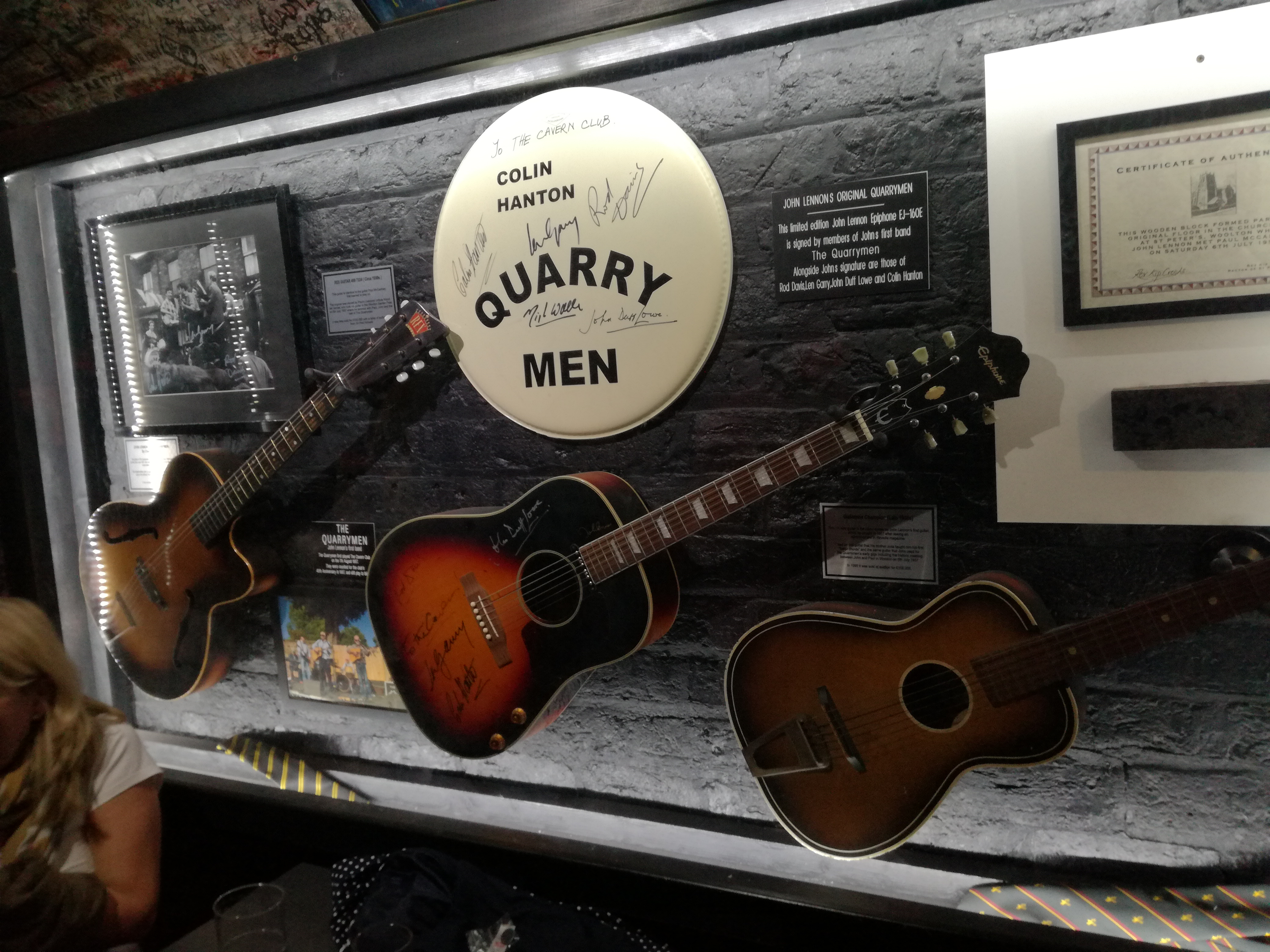
Vitrina dedicada a The Quarry Men en The Cavern Club, con instrumentos autografiados, entre ellos el de Colin Hanton.

En 1956 Colin compró una batería y poco después Eric Griffiths lo invitó a formar parte de una banda escolar de skiffle, que se estaba formando liderada por John Lennon, llamada The Quarry Men.
El repertorio inicial de The Quarrymen estaba integrado por covers de las canciones de moda. En primer lugar hits de Lonnie Donegan, empezando por «Rock Island Line», tema que inició la locura del skiffle. Otros temas de Donegan en el repertorio inicial fueron «Lost John», «Railboard Bill», «Cumberland Gap», «Alabamy Bound» y «Jump Down Turn Around (Pick a Bale of Cotton)». Aquel primerísimo repertorio incluía también «Maggie Mae», una canción del folklore de Liverpool que la madre de John Lennon le enseñó a tocar, que Los Beatles incluyeron en el álbum Let It Be, lanzado en 1970. Inmediatamente después, en ese primer semestre de existencia, incorporaron temas de rock, como «Be Bop A Lula» de Gene Vincent,  «Ain't That a Shame» de Fats Domino, y «Blue Suede Shoes» de Elvis Presley.

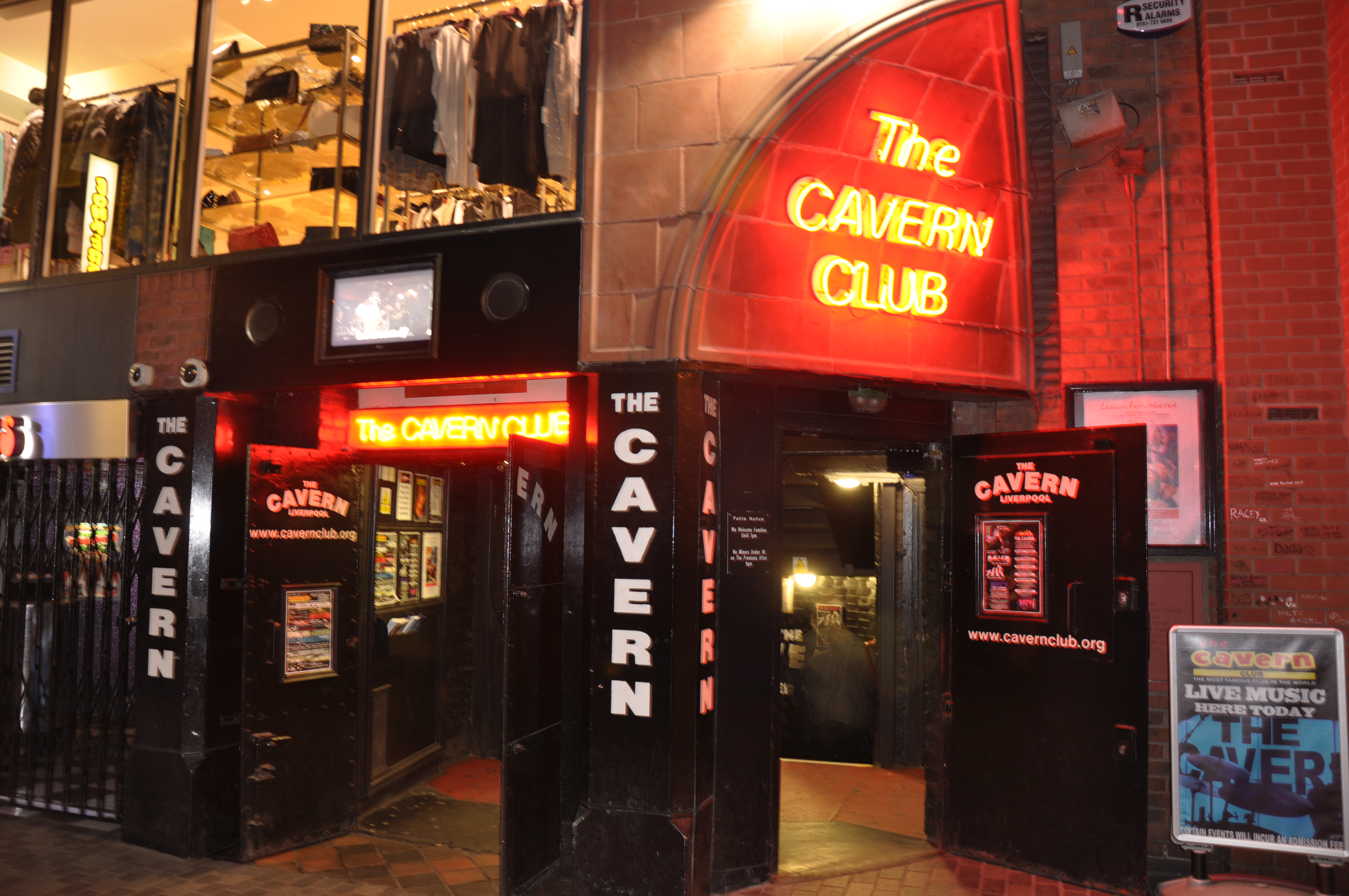
The Cavern fue uno de los lugares donde primero tocaron Los Quarry Men.

Hanton integró la banda hasta comienzos de 1959, actuando en las fiestas que organizaban los clubes juveniles de las iglesias, en particular la de St. Peter, el Golf Club Lee Park, y el Cavern Club.
En esas actuaciones se puso en evidencia una de las primeras tensiones tanto al interior como al exterior de la banda, entre el skiffle y el rock and roll. Mientras que el skiffle resultaba relativamente aceptable para el gusto de los adultos de entonces, centrado en el jazz, el rock and roll era definitivamente inaceptable. Pero ya en ese momento John Lennon evidenciaba su preferencia por el rock and roll e impulsaba a los Quarry Man en ese sentido. Colin Hanton contó la anécdota de John recibiendo un papel del público, luego de tocar algunas canciones de Elvis Presley, para descubrir que en realidad era un mensaje del dueño del club que decía:

¡Córtenla con ese rocanrol de porquería! (Cut out the bloody rock 'n' roll!)

The Quarrymen con Hanton también participó en competencias de bandas, en el Teatro Liverpool Pavillion. y otra en el principal teatro de la ciudad, el Empire, organizado por el conocido empresario musical británico y conductor televisivo Carroll Levis, para su programa de talentos "Búsqueda de Estrellas de TV" (TV Star Search), perdiendo el desempate final.
El 22 de junio The Quarry Man tocaron en la fiesta popular realizada en la calle Rosebery del barrio Toxteth, Liverpool 8, uno de los barrios más populares, en memoria del 750º aniversario de la primera Carta Real otorgada a la ciudad de Liverpool por el Rey Juan. En esa ocasión Los Quarry Men fueron fotografiados (tres fotos) por primera vez mientras tocan en la celebración. En dicha foto Colin Hanton aparece con camisa clara a la izquierda, tocando la batería, acompañado de Eric Griffith (guitarra), John Lennon (guitarra y canto) y Pete Shotton (tabla de lavar), en la primera fila, y Len Garry (bajo de cofre de té) y Rod Davis (banjo), en la segunda fila.

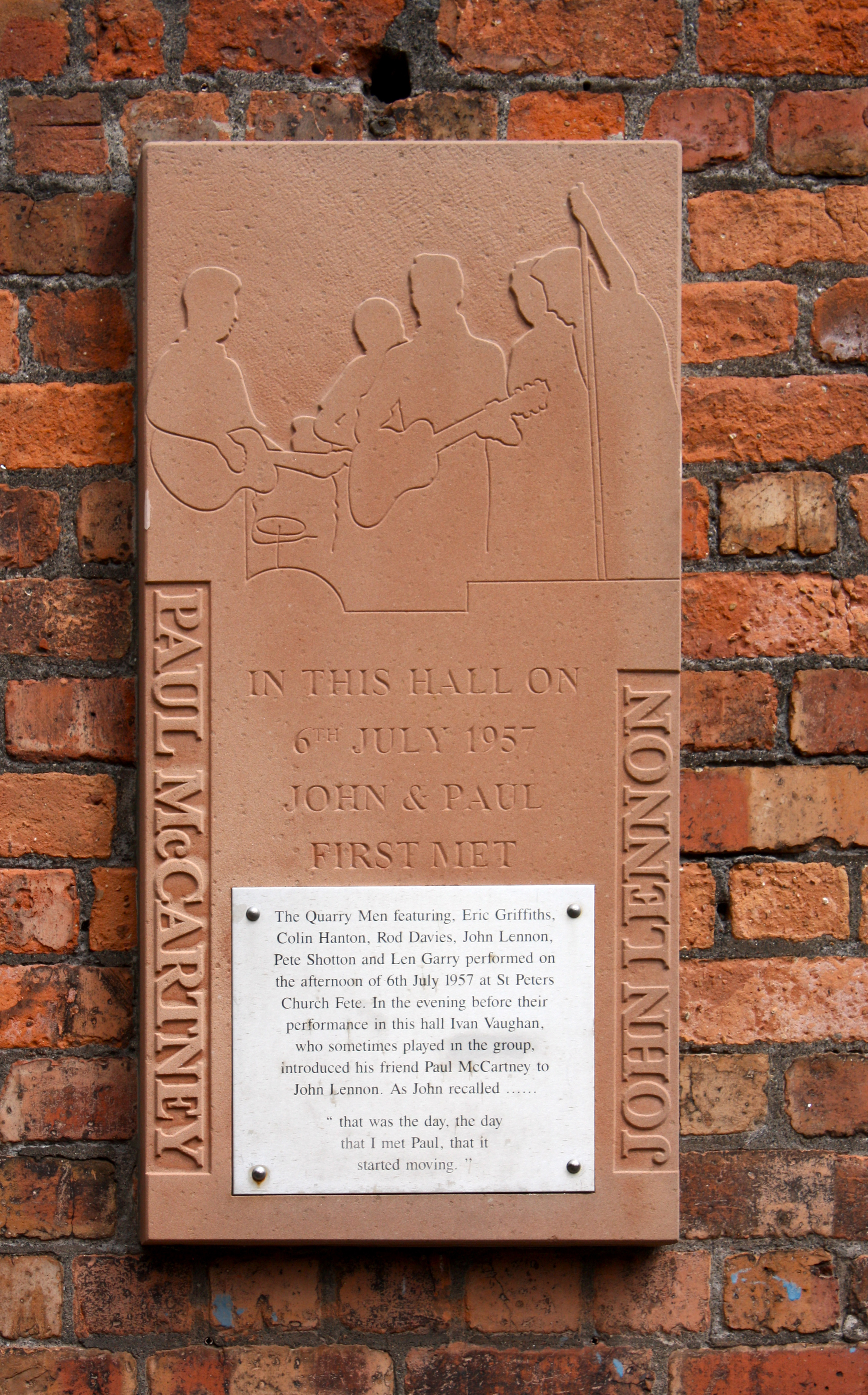
Placa en la entrada del hall de la Iglesia de San Pedro en Woolton, conmemorando el 6 de julio de 1957, día en que allí se conocieron John Lennon y Paul McCartney.

El 6 de julio de 1957, Colin tocó con Los Quarry Men, en la histórica presentación de la Iglesia de San Pedro de Woolton, durante la cual se conocieron John Lennon y Paul McCartney. La placa colocada en la pared exterior del hall, menciona la presencia de Rod Davis en aquella ocasión:

Los Querry Men integrados por Eric Griffiths, Colin Hanton, Rod Davies, John Lennon, Pete Shotton y Len Garry actuaron en la tarde del 6 de julio de 1957 en la Fiesta de la Iglesia de San Pedro. Al atardecer, antes de su actuación en este hall, Ivan Vaughan, quien a veces tocaba en el grupo, presentó a su amigo Paul McCartney a John Lennon. Como John recordara...
“ese fue el día, el día que conocí a Paul, que todo empezó a moverse.”

Cuatro fotografías documentan la actuación de The Quarry Men ese día. Dos de ellas, descubiertas en 2009, fueron tomadas por James Davis, el padre de Rod Davis, documentando el traslado de los jóvenes y sus instrumentos en la parte de atrás de un camión; Colin Hanton de camisa clara está sentado frente a su batería, al lado de John Lennon que está cantando. Otras dos fotos muestran la banda tocando en la primera presentación del día, en el jardín. Una de ellas es histórica y fue tomada por Geoff Rhind con el objetivo en posición horizontal, frente al centro del escenario, muestra gran parte de la banda, con John Lennon cantando en el medio de la imagen. La otra, de autor desconocido, es muy similar pero está tomada con el objetivo en posición vertical, desde una posición ubicada a la derecha del escenario.

#### Ingreso de Paul McCartney
El 13 de julio de 1957, durante el primer ensayo luego de la fiesta, la banda discutió y aceptó el ingreso de Paul. Probablemente el sábado 20 de julio Paul participó por primera vez de un ensayo de Los Quarry Men, en Mendips. McCartney hizo su primera presentación con la banda el 18 de octubre de 1957 en un club social de Liverpool.
En la segunda mitad de 1957 dejaron la banda Rod Davis (banjo), y Pete Shotton, luego de una serie de peleas con Hanton.
Para agosto de 1957 Los Quarry Men quedaron integrados del siguiente modo, siempre con Nigel Walley como representante:
- John Lennon (guitarra y primera voz)
- Paul McCartney (guitarra y primera voz)
- Eric Griffiths (guitarra)
- Len Garry (bajo de cofre de té - tea-chest bass)
- Colin Hanton (batería)

Según los recuerdos de Colin Hanton, las primeras presentaciones de Paul McCartney con los Quarry Men fueron algunas actuaciones en el club juvenil de Iglesia de San Pedro, donde ya comenzaban a establecer una base de fanes en Woolton, y un concurso de talentos en el Wilson Hall de Garston, organizada por un productor conocido como Charlie Mac. Colin Hanton recuerda el optimismo que Paul comenzó a irradiar sobre la banda, al convencer a John de pagar la entrada para competir en el concurso de talentos, seguro de que eran lo suficientemente buenos como para ganar. Aunque no ganaron, a Charlie Mac le gustó la banda y los contrató para tocar en una sala nueva llamada New Clubmoor Hall, el 18 de octubre de 1957. Paul McCartney, por su parte, recuerda que esta última fue su primera presentación con Los Quarry Men y que la misma resultó un desastre.
El 23 de noviembre Los Quarrymen volvieron a presentarse en el Clubmoor Hall, donde fueron fotografiados por Lesley Kearne. Colin Hanton sostiene que la foto debió tomarse el mes anterior, porque para noviembre Len Garry ya no estaba en la banda. En la foto puede verse a todos los músicos vestidos de camisa blanca, pantalón negro y moños negros, con John y Paul al frente de la banda usando sacos, mientras se ubican detrás Hanton, Garry y Griffiths. La idea del uniforme surgió de Paul, al igual que diferenciar a los dos cantantes, con el uso del saco.
Hacia fines de 1957, Paul cuestionó que Nigel Walley, quien obraba de representante, recibiera la misma cantidad de dinero que el resto de la banda. John defendió la regla de paridad entre todos, pero como ninguno de los dos daba su brazo a torcer, Colin Hanton, que hacía varios años que trabajaba en una fábrica de muebles, renunció a su parte en las ganancias, para que fuera repartida entre los demás.
En los últimos meses de 1957 Len Garry dejó la banda. Con la ida de Garry Los Quarry Men quedaron reducidos a cuatro miembros, tres guitarras y la batería, siempre representados por Nigel Walley:
- John Lennon (guitarra y voz)
- Paul McCartney (guitarra y voz)
- Eric Griffiths (guitarra)
- Colin Hanton (batería)

Ya sin instrumentos caseros (tabla de lavar y bajo de cofre de té), el formato de la banda ya no respondía a la típica formación skiffle.

#### Ingreso de George Harrison
George Harrison se fue vinculando con la banda de una manera progresiva, entre diciembre de 1957 y enero de 1958. En diciembre de 1957, Colin Hanton fue invitado por John y Paul a examinar el sótano de una antigua casa, en el que un grupo de jóvenes quería abrir un café para adolescentes, que llevaría el nombre de La Morgue, una costumbre que hizo furor en Gran Bretaña y que acompañó la locura del skiffle. El proyecto era de Alan Cadwell, un joven cantante que luego cambiaría su nombre a Rory Storm, cuya hermana Iris, por entonces de doce años, era la primera novia que tenía George Harrison, por entonces de catorce años. Al llegar, en el sótano se encontraba George y su amigo Arthur Kelly. Luego de ser presentado a Colin Hanton, Harrison mostró su destreza tocando «Guitar Boogie», la misma canción que había paralizado a Paul días atrás, cuando quiso desempeñarse como primera guitarra.
Antes de fin de año, la banda decidió excluir a Eric Griffiths y aceptar en su lugar a George Harrison Al comenzar 1958 Los Quarry Men quedaron integrados del siguiente modo, siempre representados por Nigel Walley:
- John Lennon (guitarra rítmica y voz)
- Paul McCartney (guitarra rítmica y voz)
- George Harrison (primera guitarra y voz)
- Colin Hanton (batería)

La fecha exacta del debut de Harrison con Los Quarry Men también es incierta. La cronología de Colin Hanton ubica la fecha en la primera semana de febrero de 1958, posiblemente el sábado 3, en un baile organizado en el Colegio Secundario de Speke. Para esa ocasión John, Paul y George se pusieron de acuerdo para utilizar la misma camisa de cowboy, sin avisarle a Conlin Hanton, produciendo una obvia grieta que comenzó a marginarlo. Una foto poco difundida, muestra a los tres futuros beatles con la misma camisa de cowboy y detrás Arthur Kelly, un amigo íntimo de George. En esa oportunidad George introdujo un cambio importante para la banda al recurrir a un pequeño amplificador, para que se pudiera oír con claridad la guitarra solista. Poco después Paul compró un amplificador Elpico AC55 con dos entradas. Las guitarras seguían siendo acústicas, porque las guitarras eléctricas eran aún caras y de difícil acceso para los británicos, pero la banda iniciaba su camino hacia la electricidad recurriendo a los amplificadores.
El 13 de marzo John, Paul y George actuaron sin incluir a Hanton, bajo el nombre de Los Quarry Men, en The Morgue, el sótano musical para adolescentes que había abierto Alan Caldwell (Rory Storm).

#### El disco de Los Quarry Men

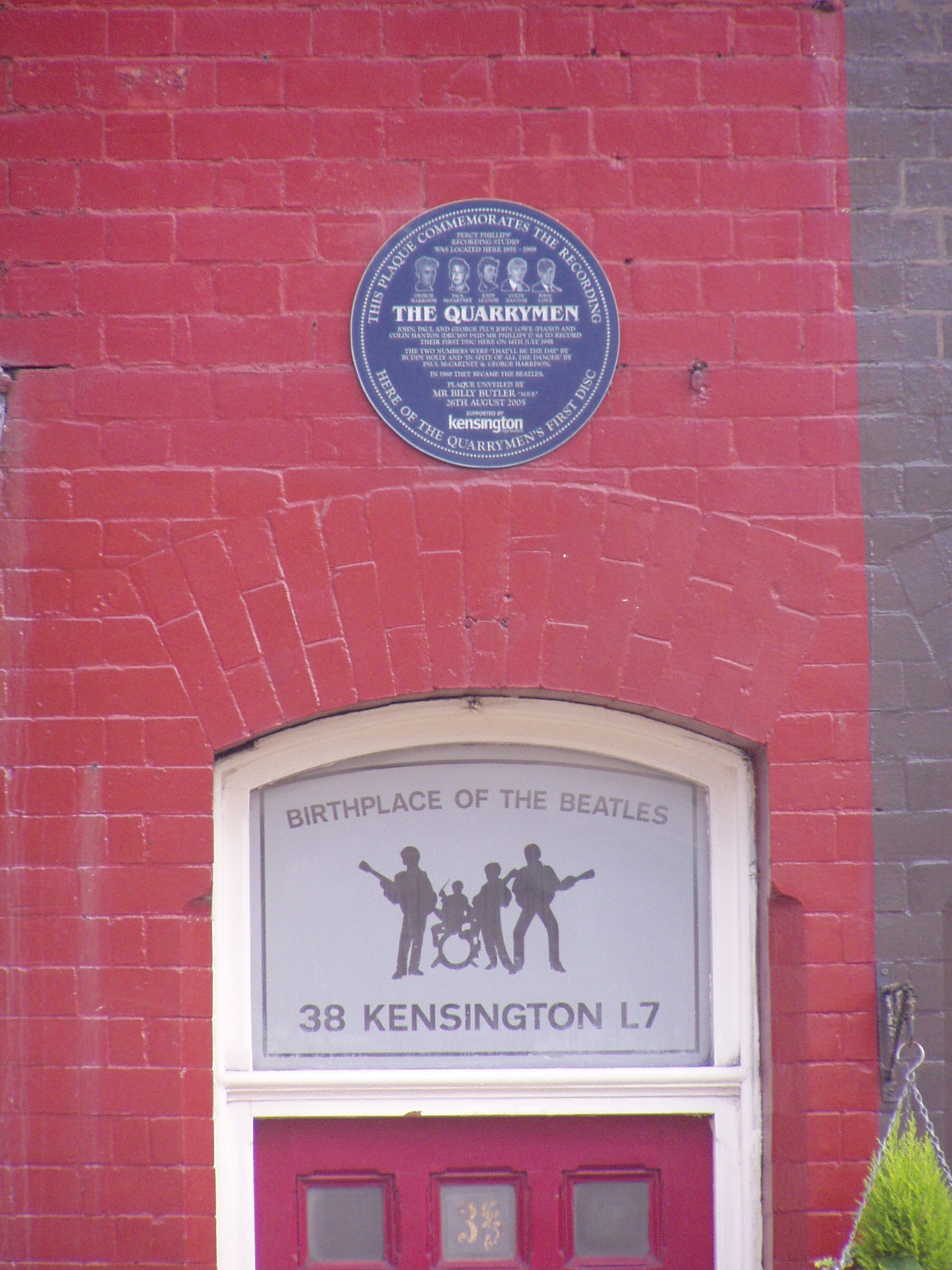
Placa en 38 Kensington Road conmemorando el disco grabado allí por Los Quarry Men en 1958. Para la imagen de Colin Hanton el grabador de la placa utilizó una imagen de Ringo Starr.

Hacia marzo de 1958 Los Quarry Man incorporaron un pianista, John "Duff" Lowe, compañero de colegio de Paul y George. Simultáneamente los ensayos se trasladaron de sábados a domingos, casi siempre en la casa de Paul, donde podían contar con el piano de su padre. En ese momento la formación de Los Quarry Men, siempre con Nigel Walley como representante, fue la siguiente:
- John Lennon (guitarra y primera voz)
- Paul McCartney (guitarra y primera voz)
- George Harrison (guitarra)
- Colin Hanton (batería)
- John Lowe (piano)

Poco después Paul le presentó al grupo un tema propio, «In Spite of All the Danger» (A pesar del peligro), una canción de amor en la que el cantante le ofrece a su enamorada hacer cualquier cosa que ella quiera, si ella es auténtica con él. Tocar un tema propio significaba una enorme ruptura, no solo para la banda, sino para las bandas musicales que proliferaban en Liverpool.

Fue impresionante. No solo había sido escrita por Paul, sino que además era realmente buena. Me gustaba. Sonaba como una canción que Elvis podría cantar. No dije nada en ese momento, pero por dentro estaba asombrado. Era prueba del talento de Paul y de la creciente ambición suya y de John.
Colin Hanton

Cuando se acercaba la mitad de 1958, George Harrison se enteró de que el guitarrista Johnny Byrne, del grupo de Rory Storm, había grabado un disco en un pequeño sello de Liverpool llamado Kensington, que era propiedad de Percy Phillips. El costo era de 17 chelines y seis peniques, que significaba una suma de importancia, sobre todo para adolescentes de entonces. Luego de reunir el dinero (3 chelines y 6 peniques cada uno), la grabación fue agendada para el sábado 12 de julio de 1958 (más probablemente), o el lunes 14 de julio (la fecha exacta está discutida).
Cuando Lennon, McCartney, Harrison, Lowe y Hanton llegaron, se sorprendieron de cuán pequeño y técnicamente primario era el lugar, que poseía sólo un micrófono en el centro de la habitación. Al llegar Phillips les aclaró que para realizar la grabación en una cinta analógica, que pudiera ser editada y luego transferida a un único disco de acetato de 78 RPM, debían pagar una libra, que significaba un adicional de 2 chelines y 6 peniques respecto del dinero que habían juntado. Pero los jóvenes no tenían ese dinero y por ello la grabación se efectuó directamente sobre el disco.
Como lado A grabaron un éxito de su admirado Buddy Holly, «That'll Be the Day», y como lado B grabaron «In Spite of All the Danger», que en ese momento fue acreditado a Paul McCartney, compartiendo la autoría con George Harrison, debido al solo de guitarra que contiene, creado por este último. Una placa ubicada en la pared exterior del edificio, en la calle Kensington 38 de Liverpool, recuerda aquella histórica grabación.
Realizada la grabación, los jóvenes se llevaron el disco y pactaron tenerlo una semana cada uno, comenzando por John, luego Paul, George y finalmente Colin Hanton. Hanton a su vez se lo prestó a su amigo Charlie Roberts, quien lo mantuvo en su poder sin darse cuenta varios años, hasta que su esposa Sandra lo encontró en la década de 1960 entre varios discos viejos de los que pensaba deshacerse. Roberts se lo devolvió a Hanton, quien a su vez se lo dio a Duff Lowe, cuya esposa lo guardó en una cómoda. En 1981 McCartney descubrió que Lowe tenía ese disco en su posesión y se lo compró, para luego restaurarlo y hacer varias copias. En 1995 el disco fue difundido mundialmente al ser reeditado en el álbum Anthology 1, pero recortando 30 segundos de los tres minutos y veinticinco segundos de la grabación original.
La preservación de un único disco grabado por Los Quarry Men, tocando una de las primeras canciones de Paul McCartney, con la participación de tres de los cuatro beatles, ha sido considerada milagrosa. Entre enero y mayo de 1960 John, Paul y George grabaron otro disco en el estudio de Percy Phillips, que incluía «One After 909», uno de los primeros temas compuestos por John Lennon. De este último disco no existen rastros.
Tres días después de grabar el disco, el 15 de julio de 1958, la madre de John Lennon, Julia, fue atropellada frente a la casa de su hijo, muriendo instantáneamente en el accidente. La tragedia impactó fuertemente sobre la continuidad de la banda, tal como estaba. John se acercó más que nunca a Paul, que también había perdido a su madre tres años atrás.
John "Duff" Lowe, eventualmente, dejó de tocar para el grupo porque vivía demasiado lejos y porque la mayoría de los lugares en que tocaban no tenían un piano. Nigel Walley, quién había sido testigo presencial de la muerte de Julia y obraba como un importante aglutinador, cayó seriamente enfermo en el segundo trimestre de 1958 y debió dejar la representación de la banda.
Pese a todo la banda siguió tocando en algunos eventos y competencias de talentos, aunque muchas veces lo hacían sin la batería de Hanton, e incluso sin la guitarra de George Harrison, utilizando en algunas ocasiones otros nombres, como Japage 3 y The Rainbows. En la segunda mitad de 1958 y sin fechas precisas, se presentaron como The Quarry Men en el club The Woodcutter's en Garston, en un cumpleaños realizado en el Reynolds Hall en Woolton,, en una audición en el Lowlands Club de West Derby (con Lowe), y en una audición para ABC-TV Studios en Mánchester (con Lowe). El 20 de diciembre tocaron en el cumpleaños del hermano de George Harrison, sin Lowe, ni Hanton.

#### Alejamiento de Hanton
En enero de 1959 tuvieron dos al menos dos fallidas actuaciones, en Speke y Woolton, que terminaron provocando el alejamiento de Colin Hanton y una virtual disolución de la banda. El 1 de enero de 1959 se presentaron en el suburbio de Speke, en una fiesta organizada por el Club Social de Choferes de la Línea Finch, del cual era miembro el padre de George, quién recriminó duramente a los jóvenes por actuar borrachos. El 24 de enero volvieron a presentarse en el Woolton Village Club, donde nuevamente se emborracharon, y al volver en el autobús se produjo una fuerte confrontación verbal entre McCartney y Hanton. Luego de este incidente, John, Paul y George, nunca más volvieron a contactar a Hanton.

### Luego de Los Quarry Men
Luego de dejar la banda Hanton dejó la música y siguió trabajando como tapicero, ramo en el cual a partir de 1979 abrió su propio negocio.

### Refundación de The Quarrymen

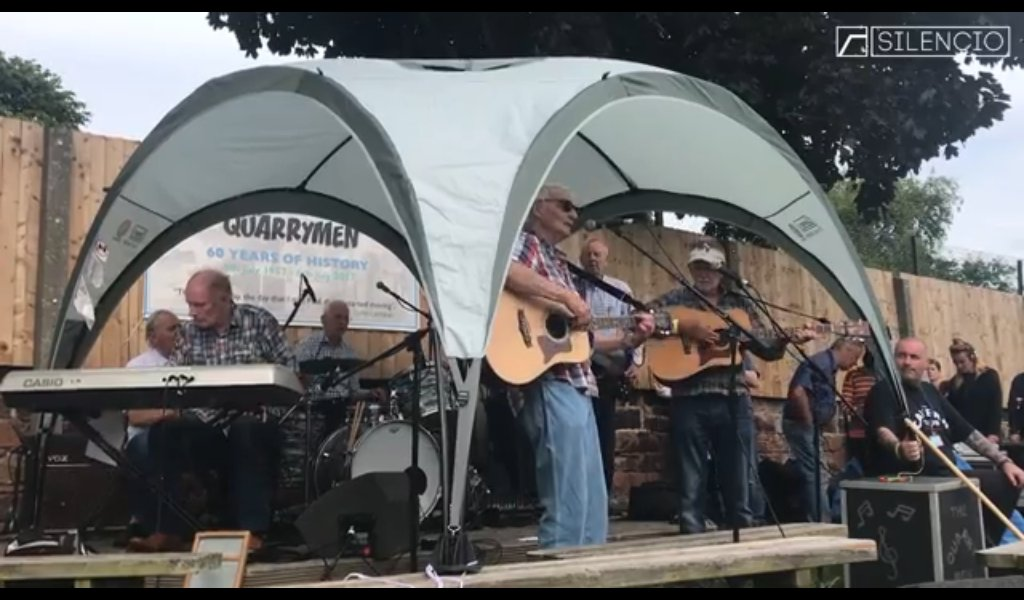
The Quarrymen actuando en St. Peters Church, Woolton, Liverpool, en el 60.º aniversario del encuentro entre John Lennon y Paul McCartney, en el mismo lugar en que habían tocado en 1957.

El 16 de enero de 1997 The Cavern, que había sido reabierta en 1984, celebró su 40.º aniversario con una gran fiesta conmemorativa. En esa ocasión se inauguró la estatua de John Lennon en Mathew Street y la pared de ladrillos con el nombre inscripto de cada uno de los 1.801 artistas que habían actuado en su escenario hasta ese momento. Entre los principales invitados se encontraban los miembros originales de los Quarry Men. La mayoría de ellos no habían vuelto a tocar sus instrumentos y varios de ellos no se habían vuelto a ver desde la década de 1950. A pesar de ello, en esa ocasión improvisaron una breve actuación, ayudados por otros músicos.
El reencuentro en The Cavern los impulsó a reunir a miembros históricos de la banda, para realizar un concierto conmemorativo del 40.º aniversario de la presentación de Los Quarry Men el 6 de julio de 1957, en la Iglesia de San Pedro de Woolton, día en que se encontraron John y Paul. El recital contó con la adhesión de Paul McCartney, Yoko Ono Lennon, George Martin, Cynthia Lennon, la reina y el primer ministro Tony Blair. La formación de la banda ese día fue:
- Len Garry (guitarra y primera voz)
- Rod Davis (guitarra y voz)
- Colin Hanton (batería)
- Pete Shotton (bajo de cofre de té y tabla de lavar)
- Eric Griffiths (guitarra)

Un video casero, difundido por el sitio Beatlesatstpeters, registró el recital.
La nueva reunión de Los Quarrymen fue recibida con mucho interés por la prensa, los fanes de Los Beatles y gente de todo el mundo en general, impulsando a la banda a mantenerse unida. A la fecha (2018), The Quarrymen ha permanecido activa durante 21 años, dando recitales en diversas partes del mundo. Desde entonces han lanzado también tres álbumes en CD, Get Back Together (1997), Songs we remember (2004) y Grey Album (2012). 
En 2005 falleció Eric Griffiths y en 2017 falleció Pete Shotton. La formación de la banda en 2018 era:
- Len Garry (guitarra y primera voz)
- Rod Davis (guitarra y voz)
- Colin Hanton (batería)
- John Duff Lowe (piano)
- Chas Newby (bajo)

## Pre:Fab!, el libro de Hanton
En 2018 Colin Hanton escribió sus memorias de su infancia y su participación en Los Quarry Men, con la colaboración de Colin Hall, en un libro titulado Pre:Fab! (The Book Guild : Liverpool). El libro constituye un valioso testimonio directo de las condiciones y el ambiente en el que surgieron Los Beatles, y de las historia de The Quarry Men. Pre:Fab! pone en entredicho, con considerable detalle, varias de las fechas que integran la cronología de Los Beatles, entre ellas las fechas y eventos en los que debutaron Paul McCartney y George Harrison, así como la fecha de grabación del disco grabado en 1958.